# 구시 (전한)
구시(駒詩, ? ~ ?)는 전한 말기의 제후로, 태상 구독의 아들이다.

## 행적
원연 원년(기원전 12년), 형 구숭을 끝으로 폐지된 기후(騏侯) 작위를 이어받고 식읍 550호를 받았다.

## 출전
- 반고, 《한서》 권17 경무소선원성공신표

| 선대 (12년 전) 형 기희후 구숭 | 전한의 기후 기원전 12년 ~ ? | 후대 (불명) |